# Mus'haf el-Djazaïr
Mus'haf el-Djazaïr est un manuscrit coranique (Coran) rédigé en Algérie en écriture naskh. Il a été calligraphié par Mohamed Bensaïd Cherifi selon la récitation de Warch 'an naafi' en 1977,,.

## Versions
À ce jour, l'édition imprimée a connu trois versions :
- La première a été publiée en 1979 par la Société nationale d’édition et de diffusion (anciennement connue sous le nom de Hachette Algérie)[6].
- La seconde édition en 1984 a été publiée par l’ENAG (Entreprise nationale des arts graphiques)[7].
- La troisième édition a été réalisée par l’EPA (Éditions populaires de l’armée) en 2010[8].